# Вероника многораздельная
Веро́ника многоразде́льная (лат. Veronica multifida) — многолетнее травянистое растение, вид рода Вероника (Veronica) семейства Подорожниковые (Plantaginaceae).

## Ботаническое описание
Стебли у основания деревенеющие, высотой 10—25 мм, многочисленные, восходящие или распростёртые, крепкие, заканчиваются листьями, серовато, коротко и курчаво опушённые.
Листья сидячие или очень коротко черешчатые, у основания клиновидные, однажды или дважды перисторассечённые на очень, узкие, линейные, цельные или надрезанные, доли.
Кисти боковые, супротивные, по 2—4 в пазухах верхних листьев, коротко опушённые, укороченные, густые; цветоножки едва длиннее чашечки, при плодах прямостоячие. Чашечка пятираздельная, с неравными, узколанцетными долями, из которых пятый зубец самый маленький; венчик превышает чашечку, длиной 5—6 мм, при основании с пятью жилками, бледно-розовый, фиолетовый, красный, бледно-голубой или синеватый, с короткой трубкой.
Коробочка равна чашечке, несколько длиннее или короче её, усечённая или неясно выемчатая, треугольно-обратносердцевидная, с шириной, превышающей длину, к основанию клиновидная, голая или коротко железистая.

## Распространение и экология
Территория бывшего СССР: Кавказ (ксерофильные районы Карачаево-Черкесии, Предкавказья, Восточного Кавказа (включая Дагестан), Грузия (главным образом в бассейне реки Куры), Азербайджан (Карабах, Талыш, Кабристан), Армения (бассейн озера Севан, Ахалкалакское нагорье, Зангезур, Арагац, Вединский район и прилегающие), Нахичеванская Республика), южная часть Украины (до низовьев Днестра на западе), придонские степи к югу от Калача, нижняя Волга (Волгоград, озеро Баскунчак), Крым, между Волгой и Уралом (от Узеней до Уральска), Казахстан (по рекам Кара-Тургай, Терсеккан и их притокам); Азия: Турция (особенно южная половина), Иран (северо-запад, Курдистан, Шираз, Исфахан), Сирия, Ливан, Ирак, Израиль, Иордания.
Произрастает на сухих травянистых и меловых склонах, в кустарниках, в нагорно-ксерофильных группировках, в садах, горных степях, на остепнённых субальпийских лугах; на высоте 2500 м над уровнем моря.

## Таксономия
Вид Вероника многораздельная входит в род Вероника (Veronica) семейства Подорожниковые (Plantaginaceae) порядка Ясноткоцветные (Lamiales).
|  |                                      |  |                                                             |                                                             |                          |  | ещё 21 семейство (согласно Системе APG II) | ещё 21 семейство (согласно Системе APG II) |                              |  |  |  | ещё от 300 до 500 видов |
|  |                                      |  |                                                             |                                                             |                          |  | ещё 21 семейство (согласно Системе APG II) | ещё 21 семейство (согласно Системе APG II) |                              |  |  |  | ещё от 300 до 500 видов |
|  |                                      |  |                                                             | порядок Ясноткоцветные                                      |                          |  |                                            |                                            | род Вероника                 |  |  |  |                         |
|  |                                      |  |                                                             | порядок Ясноткоцветные                                      |                          |  |                                            |                                            | род Вероника                 |  |  |  |                         |
|  | отдел Цветковые, или Покрытосеменные |  |                                                             |                                                             | семейство Подорожниковые |  |                                            |                                            | вид Вероника многораздельная |  |  |  |                         |
|  | отдел Цветковые, или Покрытосеменные |  |                                                             |                                                             | семейство Подорожниковые |  |                                            |                                            |                              |  |  |  |                         |
|  |                                      |  | ещё 44 порядка цветковых растений (согласно Системе APG II) | ещё 44 порядка цветковых растений (согласно Системе APG II) |                          |  |                                            | ещё 90 родов                               | ещё 90 родов                 |  |  |  |                         |
|  |                                      |  |                                                             | ещё 44 порядка цветковых растений (согласно Системе APG II) |                          |  |                                            |                                            | ещё 90 родов                 |  |  |  |                         |